# Bubble-Fußball

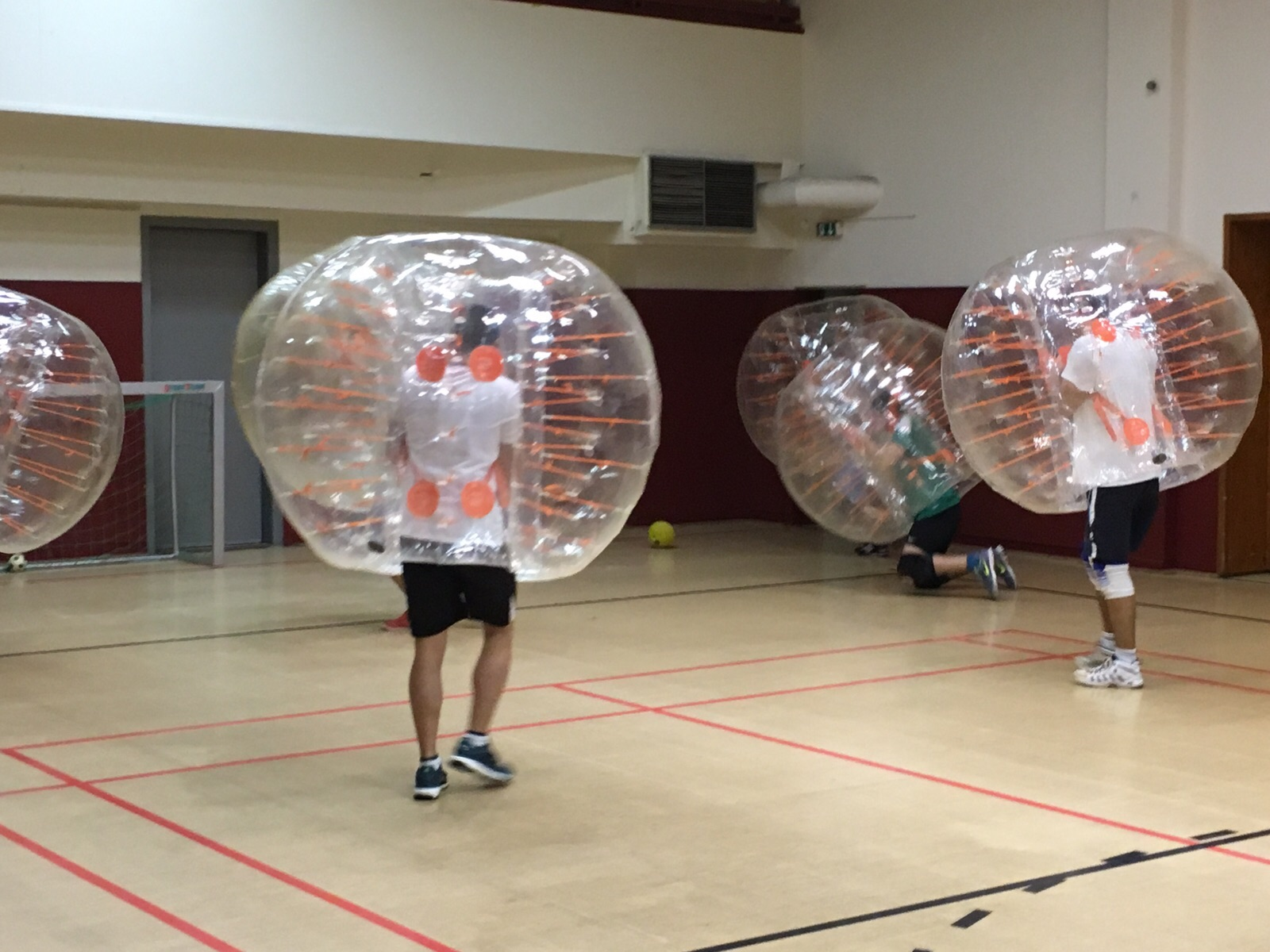

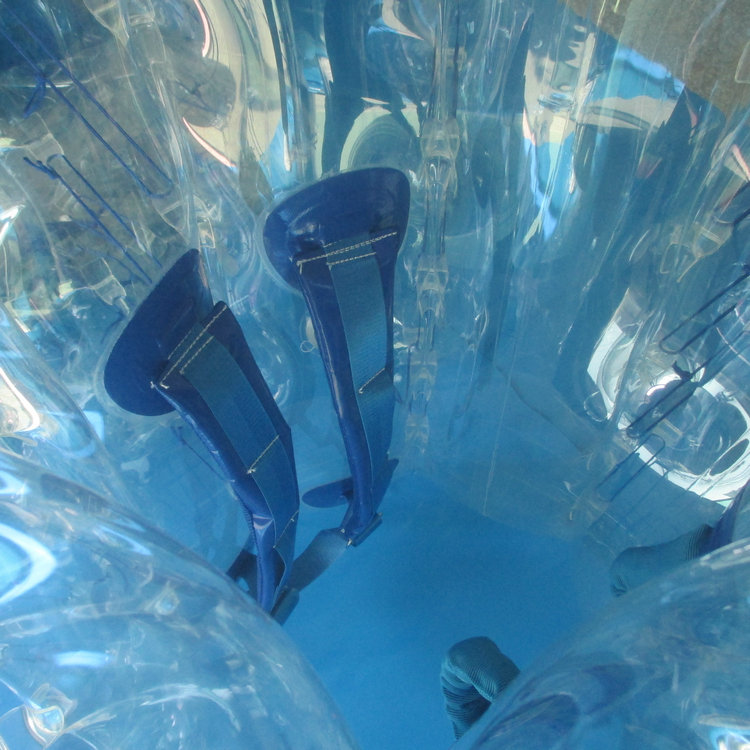

Bubble-Fußball (auch Bubble-Soccer oder Bumper Soccer) ist eine Freizeitaktivität, bei der die Teilnehmer über ihren Oberkörper aufblasbare, meist transparente, Kugeln (die so genannten Bubblebälle oder Bumperbälle) stülpen und damit Fußball spielen. Sowohl Oberkörper als auch Kopf der Spieler sind durch die aufblasbaren Bubblebälle geschützt. Die Bubblebälle bestehen aus PVC oder TPU und haben im aufgeblasenen Zustand zumeist einen Durchmesser von eineinhalb Meter.
Die Bubblebälle fungieren somit beim Bubble-Fußballspielen als eine Art Airbag, da sie die Spieler bei Zusammenstößen schützen. Dadurch entsteht ein sich vom klassischen Fußball komplett unterscheidendes Spielprinzip. Ähnlich wie beim American Football stürmen die Spieler beim Anpfiff aufeinander zu und versuchen zunächst die Gegenspieler umzuwerfen und sich so einen Weg zum Tor zu bahnen.

## Spielablauf
Meistens besteht ein Team aus vier bis fünf Spielern. Es treten zwei Teams gegeneinander an. Die Spielfeldgröße beträgt meist die Hälfte eines regulären Spielfelds. Die Spielzeit beträgt meist fünf bis sieben Minuten. Die enormen Anstrengungen sowie die entstehende Hitze in den Bubble-Bällen erlaubt keine viel längeren Spielzeiten. Nach dem Anpfiff gilt es beim Bubble-Fußball wie beim klassischen Fußball, den Ball ins gegnerische Tor zu schießen. Ebenfalls gelten dieselben Regeln wie beim klassischen Fußball; mit einer Ausnahme: Körperkontakt ist beim Bubble-Fußball erwünscht und gehört zum Spiel. Die Teams entwickeln oft ganz eigene Strategien, wobei eine populäre Strategie ist, dass drei Spieler des Teams für das Umschubsen, das so genannte Bumpen der gegnerischen Spieler zuständig sind, während die zwei anderen Spieler sich um den Ball kümmern und versuchen, diesen ins gegnerische Tor zu schießen.